# 小行星9457
小行星9457（英語：9457）是一颗围绕太阳公转的小行星。1998年3月24日，林肯近地小行星研究小组在索科罗发现了此天体。
这颗小行星的绝对星等为51.91575等。